# Vivendo com o Inimigo
Vivendo com o Inimigo é uma série de televisão documental americana que estreou no Investigação Discovery em 17 de janeiro de 2016. O programa mostra casos de crimes verdadeiros de 60 minutos cada episódio entrevistando um membro da família do assassino em destaque. Reencenações misturadas com imagens da polícia, fotografias de família, vídeos e entrevistas dão ao público uma visão do assassino como contada pelos olhos de alguém próximo a eles.